# (28019) Warchal
(28019) Warchal (1998 AW8) – planetoida z grupy pasa głównego asteroid okrążająca Słońce w ciągu 3,38 lat w średniej odległości 2,25 j.a. Odkryta 14 stycznia 1998 roku.